# Argyrographa
Argyrographa là một chi bướm đêm thuộc họ Geometridae.

## Các loài
- Argyrographa eximiata
- Argyrographa moderata